# Piłka ręczna na Igrzyskach Azjatyckich 1990
Turnieje piłki ręcznej na Igrzyskach Azjatyckich 1990 odbyły się w dniach 26 września – 5 października 1990 roku w Pekinie.
Był to trzeci turniej męski i pierwszy żeński w historii tych zawodów.
Triumfowały w nim męska i żeńska reprezentacja Korei Południowej.

## Podsumowanie

### Klasyfikacja medalowa
| Klasyfikacja medalowa | Klasyfikacja medalowa | Klasyfikacja medalowa | Klasyfikacja medalowa | Klasyfikacja medalowa | Klasyfikacja medalowa |
| Miejsce               | Reprezentacja         | Złoto                 | Srebro                | Brąz                  | Razem                 |
| --------------------- | --------------------- | --------------------- | --------------------- | --------------------- | --------------------- |
| 1                     | Korea Południowa      | 2                     | 0                     | 0                     | 2                     |
| 2                     | Chiny                 | 0                     | 1                     | 0                     | 1                     |
| 2                     | Japonia               | 0                     | 1                     | 0                     | 1                     |
| 4                     | Arabia Saudyjska      | 0                     | 0                     | 1                     | 1                     |
| 4                     | Chińskie Tajpej       | 0                     | 0                     | 1                     | 1                     |
| Razem                 | Razem                 | 2                     | 2                     | 2                     | 6                     |

### Medaliści
| Konkurencja | 1. miejsce       | 2. miejsce | 3. miejsce       |
| ----------- | ---------------- | ---------- | ---------------- |
| Mężczyźni   | Korea Południowa | Japonia    | Arabia Saudyjska |
| Kobiety     | Korea Południowa | Chiny      | Chińskie Tajpej  |

## Mężczyźni

### Mecze
| 27 września 1990 | Korea Południowa | 26:25 | Japonia | Pekin |
| 27 września 1990 |                  | 26:25 |         | Pekin |

| 27 września 1990 | Arabia Saudyjska | 29:23 | Zjednoczone Emiraty Arabskie | Pekin |
| 27 września 1990 |                  | 29:23 |                              | Pekin |

| 29 września 1990 | Japonia | 18:16 | Arabia Saudyjska | Pekin |
| 29 września 1990 |         | 18:16 |                  | Pekin |

| 29 września 1990 | Chiny | 33:19 | Zjednoczone Emiraty Arabskie | Pekin |
| 29 września 1990 |       | 33:19 |                              | Pekin |

| 29 września 1990 | Korea Południowa | 38:27 | Korea Północna | Pekin |
| 29 września 1990 |                  | 38:27 |                | Pekin |

| 1 października 1990 | Korea Północna | 32:26 | Zjednoczone Emiraty Arabskie | Pekin |
| 1 października 1990 |                | 32:26 |                              | Pekin |

| 1 października 1990 | Korea Południowa | 34:25 | Arabia Saudyjska | Pekin |
| 1 października 1990 |                  | 34:25 |                  | Pekin |

| 1 października 1990 | Japonia | 29:21 | Chiny | Pekin |
| 1 października 1990 |         | 29:21 |       | Pekin |

| 3 października 1990 | Korea Południowa | 31:21 | Zjednoczone Emiraty Arabskie | Pekin |
| 3 października 1990 |                  | 31:21 |                              | Pekin |

| 3 października 1990 | Japonia | 33:17 | Korea Północna | Pekin |
| 3 października 1990 |         | 33:17 |                | Pekin |

| 3 października 1990 | Arabia Saudyjska | 19:18 | Chiny | Pekin |
| 3 października 1990 |                  | 19:18 |       | Pekin |

| 4 października 1990 | Arabia Saudyjska | 32:31 | Korea Północna | Pekin |
| 4 października 1990 |                  | 32:31 |                | Pekin |

| 5 października 1990 | Japonia | 33:7 | Zjednoczone Emiraty Arabskie | Pekin |
| 5 października 1990 |         | 33:7 |                              | Pekin |

| 5 października 1990 | Korea Południowa | 31:26 | Chiny | Pekin |
| 5 października 1990 |                  | 31:26 |       | Pekin |

### Klasyfikacja końcowa
| Miejsce | Reprezentacja                |
| ------- | ---------------------------- |
| złoto   | Korea Południowa             |
| srebro  | Japonia                      |
| brąz    | Arabia Saudyjska             |
| 4       | Chiny                        |
| 5       | Korea Północna               |
| 6       | Zjednoczone Emiraty Arabskie |

## Kobiety

### Mecze
| 26 września 1990 | Chiny | 37:3 | Hongkong | Pekin |
| 26 września 1990 |       | 37:3 |          | Pekin |

| 26 września 1990 | Chińskie Tajpej | 25:23 | Korea Północna | Pekin |
| 26 września 1990 |                 | 25:23 |                | Pekin |

| 26 września 1990 | Korea Południowa | 32:23 | Japonia | Pekin |
| 26 września 1990 |                  | 32:23 |         | Pekin |

| 28 września 1990 | Korea Południowa | 40:22 | Hongkong | Pekin |
| 28 września 1990 |                  | 40:22 |          | Pekin |

| 28 września 1990 | Chiny | 30:19 | Chińskie Tajpej | Pekin |
| 28 września 1990 |       | 30:19 |                 | Pekin |

| 28 września 1990 | Korea Północna | 26:24 | Japonia | Pekin |
| 28 września 1990 |                | 26:24 |         | Pekin |

| 30 września 199013:00 | Chińskie Tajpej | 37:18 | Hongkong | Pekin |
| 30 września 199013:00 |                 | 37:18 |          | Pekin |

| 30 września 199016:30 | Chiny | 27:21 | Japonia | Pekin |
| 30 września 199016:30 |       | 27:21 |         | Pekin |

| 30 września 199018:00 | Korea Południowa | 40:29 | Korea Północna | Pekin |
| 30 września 199018:00 |                  | 40:29 |                | Pekin |

| 2 października 1990 | Korea Południowa | 31:18 | Chińskie Tajpej | Pekin |
| 2 października 1990 |                  | 31:18 |                 | Pekin |

| 2 października 1990 | Japonia | 35:5 | Hongkong | Pekin |
| 2 października 1990 |         | 35:5 |          | Pekin |

| 2 października 1990 | Chiny | 26:24 | Korea Północna | Pekin |
| 2 października 1990 |       | 26:24 |                | Pekin |

| 4 października 1990 | Korea Północna | 41:14 | Hongkong | Pekin |
| 4 października 1990 |                | 41:14 |          | Pekin |

| 4 października 1990 | Chińskie Tajpej | 22:22 | Japonia | Pekin |
| 4 października 1990 |                 | 22:22 |         | Pekin |

| 4 października 1990 | Korea Południowa | 36:19 | Chiny | Pekin |
| 4 października 1990 |                  | 36:19 |       | Pekin |

### Klasyfikacja końcowa
| Miejsce | Reprezentacja    |
| ------- | ---------------- |
| złoto   | Korea Południowa |
| srebro  | Chiny            |
| brąz    | Chińskie Tajpej  |
| 4       | Korea Północna   |
| 5       | Japonia          |
| 6       | Hongkong         |